# Estadio San Juan del Bicentenario
Estadio San Juan del Bicentenario – wielofunkcyjny stadion zlokalizowany w argentyńskim mieście San Juan. Na tym obiekcie odbywają się głównie mecze piłki nożnej oraz mecze Copa América 2011. Stadion może pomieścić 25 286 widzów.
Stadion miał być oddany do użytku w maju 2010 roku, z okazji 200-lecia rewolucji majowej. Opóźnienia jednak spowodowały, że stadion został otwarty 16 marca 2011 roku przed meczem Argentyna-Wenezuela. Argentyna wygrała w inauguracyjnym meczu 4–1.